# Dodie Boy Peñalosa
Dodie Boy Peñalosa est un boxeur philippin né le 19 novembre 1962 à Cebu.

## Carrière
Passé professionnel en 1982, il devient la même année champion de Philippines des poids mi-mouches puis champion d'Asie OPBF le 18 mars 1983. Le 10 décembre 1983, Peñalosa devient le premier champion du monde des poids mi-mouches IBF grâce à sa victoire au 10e round contre le japonais Satoshi Shingaki. Après trois défenses victorieuses, il laisse son titre vacant peu après sa défaite pour le gain de la ceinture WBA des poids mouches concédée le 5 juillet 1986 face à Hilario Zapata.
Dodie Boy remportera en revanche la ceinture IBF de cette catégorie le 22 février 1987 en battant le sud-coréen Shin Hi-sup, ceinture qu'il perdra dès le combat suivant contre Choi Chang-ho le 5 septembre 1987. Il met un terme à sa carrière de boxeur en 1995 sur un bilan de 31 victoires, 7 défaites et 3 matchs nuls.